# Atractilina
Atractilina är ett släkte av svampar. Atractilina ingår i divisionen sporsäcksvampar och riket svampar.